# آلفونس دلور
آلفونس دلور (اسپانیایی: Alfons Deloor‎; زاده ۳ ژوئن ۱۹۱۰ – درگذشته ۲۳ مارس ۱۹۹۵) دوچرخه‌سوار اهل بلژیک بود.